# Офшорная зона
Офшо́рная зо́на (от англ. off shore — вне берега) (в английском языке используют более понятный термин «tax haven» —
«налоговое убежище», «налоговая гавань» или, при ошибочном восприятии слова «haven» как «heaven», «налоговый рай») — территория государства или её часть, в пределах которой для компаний-нерезидентов действует особый льготный режим регистрации, лицензирования и налогообложения, как правило, при условии, что их предпринимательская деятельность осуществляется вне пределов этого государства.
Офшо́рная компа́ния — это компания, зарегистрированная в стране с льготным налогообложением, имеющая определённый вид формы собственности и ограничения по ведению хозяйственной деятельности на территории страны регистрации. Офшорная компания позволяет вести внешнеэкономическую деятельность, оплачивая по месту регистрации только фиксированный ежегодный сбор.
Компании в офшорных юрисдикциях используются не только для минимизации налогообложения, но и для сокрытия и легализации доходов, полученных преступным путем (взятки, торговля наркотиками, оружием и т. д.), а также для защиты активов от возможных притязаний со стороны третьих лиц (ввиду конфиденциальности владения офшорными компаниями представляется крайне затруднительным, например, обратить взыскание в пользу кредиторов на имущество, переданное в собственность офшорной компании). Ещё одним применением офшоров являются так называемые «возвратные инвестиции» или квази-инвестиции, средства, вложенные гражданами в экономику своей страны через компании, зарегистрированные в офшорных зонах, что позволяет получать налоговые льготы и упрощает оформление импортно-экспортных операций; в КНР доля таких инвестиций оценивается в 27 %, в России — 23 %.
По распространённому мнению, поддерживаемому такими экономистами, как Джозеф Стиглиц, существование офшорных зон является глобальной проблемой. Такие юрисдикции способствуют отмыванию денег и уклонению от уплаты налогов, как следствие, росту преступности и социальному неравенству.
В 2010 году стоимость глобальных активов под управлением финансовых институтов в офшорах составляла 7,8 трлн долл., что составляло 6,4 % от общей величины глобального богатства, которая оценивалась в 121,8 трлн долл. Уход капитала в офшоры вызывал потерю государствами налоговых доходов в сумме 3,1 трлн долл., что составляет примерно полпроцента мирового ВВП.
На сегодняшний день в мире насчитывается несколько десятков стран, где практикуются налоговые льготы для офшорных компаний. Но, поскольку эта проблема осознана большинством богатых стран достаточно давно, офшор практически перестал для бизнесменов из этих стран быть надёжной гаванью, средством сократить налоги. В большинстве развитых стран работа через офшоры приводит к более пристальному вниманию контролирующих органов, а в законодательстве имеются положения, делающие использование офшорных компаний менее привлекательным (такие, как нормы о контролируемых иностранных компаниях).
С офшорными юрисдикциями развитые страны подписывают, как правило, только соглашения об обмене налоговой информацией, а не соглашения об избежании двойного налогообложения, чтобы исключить возможность использовать «серые» налоговые схемы.

## Особенности офшорных зон
В офшорной зоне:
- упрощён и ускорен процесс регистрации нерезидентов, при котором уплачивается чисто символическая сумма (например, в Панаме необязательно указывать учредителей компании, незначительный сбор уплачивается и при ежегодной перерегистрации);
- по заниженным ставкам уплачиваются нерезидентами налоги с прибыли и подоходный налог с физических лиц;
- гарантируется конфиденциальность деятельности офшорных компаний, они освобождены от государственного валютного контроля.

В целях защиты национального бизнеса офшорным компаниям запрещено заниматься любой предпринимательской деятельностью в пределах самой офшорной зоны. Основные доходы офшорной зоны складываются от сборов за регистрацию и перерегистрацию, налоговых поступлений, расходов офшорных компаний на содержание в зоне их постоянных представительств (секретарских бюро). Они включают следующие статьи: аренда помещения, связь, электроэнергия, оплата проживания и питания, транспорт, досуг, заработная плата и некоторые социальные компенсации и выплаты (например оплата лечения и т. п.) работникам бюро.
Во многих офшорах требуется обязательное трудоустройство местных жителей в секретарское бюро, тем самым решается проблема занятости. Импортируемые для нужд компаний оборудование, автомобили, материалы не облагаются таможенными пошлинами. Число зарегистрированных нерезидентских фирм в одном офшоре может достигать нескольких десятков тысяч.
Компании в офшорных зонах являются в основном представителями среднего или крупного бизнеса. Субъектам малого предпринимательства регистрация и содержание офшорных компаний обходится слишком дорого, поэтому им выгоднее организовывать деятельность в своей стране.

## Классификация и сущность офшорных зон
Офшорные зоны являются подсистемой сервисных зон особых экономических зон.
Классические офшорные зоны имеют следующие отличия от классических ОЭЗ:
- в ОЭЗ можно вести деятельность на территории зоны, а в офшорах — нет;
- в ОЭЗ получают резидентный статус, а в офшорах — нет;
- в офшорах достаточно оплатить ежегодный взнос вне зависимости от масштаба деятельности, а в ОЭЗ всё же платят все налоги и сборы, то есть существует зависимость между экономическими показателями компаний и уплачиваемыми налогами.

Разница между странами с умеренным налогообложением и классическими офшорами заключается в том, что:
- страны с умеренным налогообложением часто более прозрачны, чем классические офшоры (последние направлены на конфиденциальность, меньше обращают внимание на финансовые нарушения и пр.);
- страны с умеренным налогообложением часто подписывают двухсторонние соглашения об избежании двойного налогообложения, а классические офшоры — нет.

Выделяют:
- страны с умеренным налогообложением — практика ряда развитых стран, в которых вместе с высокими налогами действуют льготные налоговые режимы в отношении ряда видов деятельности (т. н. оншорно-офшорные страны);
- налоговые гавани (классические офшоры) — льготное налогообложение для иностранных нерезидентных компаний, которые должны вести свою деятельность за пределами офшора (отличительная характеристика классических офшоров);
- налоговые оазисы — внутренние офшоры внутри страны, где предоставляются льготные режимы для компаний, которые должны вести свою деятельность за пределами этой территории. Часто используются компаниями той же страны, что и налоговый оазис, для оптимизации налогообложения[8][9].

## Масштаб применения офшоров
По данным международной независимой сети Tax Justice Network, в мире существует около 80 юрисдикций со статусом офшорной зоны, общая сумма инвестированных в них денег на 2010 год оценивается в $21 — 32 триллиона. Международное объединение организаций «Оксфам» определяет эту сумму в минимум $18,5 триллиона, из них более $12 триллионов находятся в пределах ЕС (Люксембурге, Андорре, Мальте и других офшорных зонах). Эта сумма составляет 19,5 % от общей суммы депозитов в мире. Ещё одна международная организация, Global Financial Integrity, оценивает потери развивающихся стран от вывоза капитала в офшорные зоны в $5,9 триллиона за период с 2002 по 2011 год, причём каждый год сумма потерь увеличивается на 10 % (к развивающимся странам эта организация относит также Россию и Китай, которые возглавляют список стран с наибольшими потерями: Китай лидирует за период в 10 лет, $1,08 триллиона; Россия — за 2011 год, $191,14 млрд).

## Офшоры в России
В декабре 2003 г. Совет Федерации РФ отменил с 1 января 2004 г. инвестиционную льготу по налогу на прибыль, которую до этого имели право устанавливать местные власти. Тем самым в России упразднены внутренние офшоры (Калмыкия, Чукотка и др.). Из офшоров осталась только Калининградская область, где Налоговым кодексом установлены льготы для резидентов особых экономических зон.
27 июля 2018 года Совет Федерации одобрил законы о создании специальных административных районов на острове Октябрьский и острове Русский в Приморье.

## Типы офшорных зон

### Неофициальная классификация

#### Страны с отсутствием налогов, не требующие отчётности
В основном, это Британские заморские территории. Наиболее известные офшорные зоны этого типа: Багамские острова, Британские Виргинские острова, Каймановы острова, Бермудские Острова, Теркс и Кайкос. Такие офшорные зоны характеризуются высокой степенью конфиденциальности для владельцев офшорных компаний и почти полным отсутствием контроля со стороны властей за деятельностью таких компаний. Поэтому даже солидные компании и банки открывают там отделения и регистрируют дочерние структуры. Бермудские острова являются третьим крупнейшим страховым рынком мира, здесь зарегистрированы несколько крупных перестраховочных компаний и имеются отделения большинства крупнейших страховщиков мира. Указанные территории имеют невысокий уровень развития экономики, но отличаются достаточно высокой политической стабильностью.
Объединённые Арабские Эмираты также входят в список стран с отсутствием налогов и не требуют отчётности. На территории ОАЭ расположено более 36 свободных экономических зон.

#### Офшорные зоны повышенной респектабельности
В таких зонах хотя офшорным компаниям и предоставляют ощутимые налоговые льготы, от них требуют предоставлять финансовую отчётность. Со стороны правительства этих государств контроль более жёсткий, чем в странах первого типа, ведётся реестр директоров и акционеров, но и престиж компаний в этих юрисдикциях гораздо выше. Это Гибралтар, остров Мэн, Гонконг.

#### Страны, которые нельзя считать стандартными офшорными зонами
К третьей группе можно отнести страны, которые нельзя считать стандартными офшорными зонами, но которые предоставляют зарегистрированным в них нерезидентным и не извлекающим доходов с их территории компаниям некоторые налоговые льготы.
Требование к отчётности повышает степень доверия к таким фирмам со стороны деловых партнёров. В этой группе стран большой популярностью пользовался Кипр (особенно у российского бизнеса, благодаря наличию договора об избежании двойного налогообложения между Кипром и Россией). С 2004 года до экономического кризиса 2008 года популярной страной такого рода была Исландия.
Ирландия также является «полуофшорной» страной с льготным налогообложением. В частности, такие крупнейшие американские IT-компании, как Apple и Amazon, использовали Ирландию для минимизации налогообложения с помощью различных схем.
Отдельные территории США (Пуэрто-Рико, Американские Виргинские острова, штаты Делавэр и Вайоминг) также являются зонами с льготным налогообложением.
Такие же территории имеются и в России (Октябрьский остров (Калининград), остров Русский).

### Официальная классификация ЦБР
В соответствии с Приложением к Указанию Банка России от 7 августа 2003 г. № 1317-У выделяются три группы офшорных зон. При этом в зависимости от группы, устанавливаются различные требования к проведению операций и определению размера резервов по операциям:
- Первая группа — не требуется резервирования
- Вторая группа — 25 %
- Третья группа — 50 %

## Список офшорных зон

Офшорные зоны мира, по данным Nexus Financial Consulting (2012)

Единого списка офшорных зон не существует, работу по контролю за офшорными зонами ведут как Международный валютный фонд (МВФ), так и центральные банки различных стран мира.

### Офшорные зоны для России
В России список государств и территорий, предоставляющих льготный налоговый режим и (или) не предусматривающих раскрытия и предоставления информации при проведении финансовых операций (офшорные зоны), публикуется Центральным банком России.
Список офшорных зон содержится в приложении № 1 к Указанию Банка России от 7 августа 2003 г. № 1317-У «О порядке установления уполномоченными банками корреспондентских отношений с банками-нерезидентами, зарегистрированными в государствах и на территориях, предоставляющих льготный налоговый режим и (или) не предусматривающих раскрытие и предоставление информации при проведении финансовых операций (офшорных зонах)» (с изменениями от 27 декабря 2006 г.)
Список офшорных зон для налоговых целей был утверждён приказом Минфина России № 108н от 13.11.2007, следующие государства были включены в него:
1. Ангилья
2. Андорра
3. Антигуа и Барбуда
4. Аруба
5. Содружество Багамы
6. Королевство Бахрейн
7. Белиз
8. Бермуды
9. Бруней-Даруссалам
10. Республика Вануату
11. Британские Виргинские острова
12. Гибралтар
13. Гренада
14. Содружество Доминики
15. Республика Кипр (исключена из списка с 1 января 2013 года приказом Минфина РФ от 21.08.2012 № 115н)
16. Китайская Народная Республика:
  - Специальный административный район Гонконг (Сянган)
  - Специальный административный район Макао (Аомынь)
17. Союз Коморы:
  - остров Анжуан
18. Республика Либерия
19. Княжество Лихтенштейн
20. Республика Маврикий
21. Малайзия:
  - остров Лабуан
22. Мальдивская Республика
23. Республика Мальта (с 01.01.2015 г. исключена из списка приказом Минфина России от 02.10.2014 № 111н)
24. Республика Маршалловы Острова
25. Княжество Монако
26. Монтсеррат
27. Республика Науру
28. Нидерландские Антилы
29. Ниуэ
30. Объединённые Арабские Эмираты
31. Острова Кайман
32. Острова Кука
33. Острова Теркс и Кайкос
34. Республика Палау
35. Республика Панама
36. Самоа
37. Республика Сан-Марино
38. Сент-Винсент и Гренадины
39. Сент-Китс и Невис
40. Сент-Люсия
41. Отдельные коронные владения Британской короны:
  - Остров Мэн
  - Нормандские острова (острова Гернси, Джерси, Сарк, Олдерни)
42. Республика Сейшельские Острова.

С 1 июля 2023 г. приказом Минфина России от 05.06.2023 № 86н список офшорных зон расширился до 90 стран.

### Офшорные зоны для Украины
Также, для Украины, список офшорных зон содержится в распоряжении Кабинета Министров Украины от 24 февраля 2003 г., № 77-р7 «О перечне офшорных зон» (с изменениями от 01 февраля 2006 г. № 44-р):
Перечень офшорных зон утверждённый Кабинетом министров Украины от 24.02.2003 № 77-р:
1. Британские зависимые территории
  - Остров Гернси
  - Остров Джерси
  - Остров Мэн
  - Остров Олдерни
2. Ближний Восток
  - Бахрейн
3. Центральная Америка
  - Белиз
4. Европа
  - Андорра
  - Гибралтар
  - Монако
5. Карибский регион
  - Ангилья
  - Антигуа и Барбуда
  - Аруба
  - Багамские Острова
  - Барбадос
  - Бермуды
  - Британские Виргинские Острова
  - Виргинские Острова (США)
  - Гренада
  - Каймановы Острова
  - Монтсеррат
  - Нидерландские Антильские Острова
  - Пуэрто-Рико
  - Сент-Винсент и Гренадины
  - Сент-Китс и Невис
  - Сент-Люсия
  - Содружество Доминики
  - Теркс и Кайкос
6. Африка
  - Либерия
  - Сейшельские Острова
7. Тихоокеанский регион
  - Вануату
  - Маршалловы Острова
  - Науру
  - Ниуэ
  - Острова Кука
  - Самоа
8. Южная Азия
  - Мальдивская Республика

### Офшорные зоны для Беларуси
Перечень офшорных зон, утверждённый указом президента Республики Беларусь от 25.05.2006 № 353 (в ред. Указов Президента Республики Беларусь от 01.03.2007 N 116, от 09.03.2010 N 143, от 21.01.2011 N 31, от 26.11.2014 N 545):
1. Княжество Андорра
2. Антигуа и Барбуда
3. Содружество Багамских Островов
4. Барбадос
5. Белиз
6. Бруней-Даруссалам
7. Республика Вануату
8. Ангилья
9. Бермудские Острова
10. Британские Виргинские Острова
11. Монтсеррат
12. Гибралтар
13. Британская территория в Индийском океане (Острова Чагос)
14. Южная Георгия и Южные Сандвичевы Острова
15. Теркс и Кайкос
16. Острова Кайман
17. Гренада
18. Республика Джибути
19. Доминиканская Республика
20. Макао (Аомэнь, Китайская Народная Республика)
21. Республика Коста-Рика
22. Острова Кука (Новая Зеландия)
23. Ниуэ (Новая Зеландия)
24. Республика Либерия
25. Княжество Лихтенштейн
26. Республика Маврикий
27. Остров Лабуан (Малайзия)
28. Мальдивская Республика
29. Республика Маршалловы Острова
30. Республика Науру
31. Республика Панама
32. Остров Мадейра (Португальская Республика)
33. Княжество Монако
34. Независимое Государство Самоа
35. Республика Сейшельские Острова
36. Федерация Сент-Кристофер и Невис
37. Сент-Люсия
38. Сент-Винсент и Гренадины
39. Королевство Тонга
40. Виргинские Острова (Соединённые Штаты Америки)
41. Пуэрто-Рико (Соединённые Штаты Америки)
42. Штат Вайоминг (Соединённые Штаты Америки)
43. Штат Делавэр (Соединённые Штаты Америки)
44. Остров Кергелен
45. Французская Полинезия
46. Республика Островов Фиджи
47. Ямайка
48. Республика Черногория
49. Остров Аруба
50. Остров Кюрасао
51. Острова Бонайре, Саба, Синт-Эстатиус
52. Синт-Мартен

### Офшорные зоны для Казахстана
Перечень офшорных зон был утверждён приказом Министра финансов Республики Казахстан от 10 февраля 2010 года № 52:
1. Княжество Андорра
2. Государство Антигуа и Барбуда
3. Содружество Багамских Островов
4. Государство Барбадос
5. Государство Белиз
6. Государство Бруней-Даруссалам
7. Республика Вануату
8. Республика Гватемала
9. Государство Гренада
10. Республика Джибути
11. Доминиканская Республика
12. Республика Индонезия
13. Канарские острова (Испания)
14. Республика Кипр
15. Макао и Гонконг (Китайская Народная Республика)
16. Коморы
17. Республика Коста-Рика
18. Лабуан (Малайзия)
19. Республика Либерия
20. Княжество Лихтенштейн
21. Республика Маврикий
22. Мадейра (Португалия)
23. Мальдивская Республика
24. Республика Мальта
25. Республика Маршалловы Острова
26. Княжество Монако
27. Союз Мьянма
28. Республика Науру
29. Аруба и Антильские острова (Нидерланды)
30. Федеративная Республика Нигерия
31. Острова Кука и Ниуэ (Новая Зеландия)
32. Республика Палау
33. Республика Панама
34. Независимое Государство Самоа
35. Республика Сейшельские Острова
36. Государство Сент-Винсент и Гренадины
37. Федерация Сент-Китс и Невис
38. Государство Сент-Люсия
39. Ангилья, Бермудские острова, Британские Виргинские острова, Гибралтар, Каймановы острова, Монтсеррат, Острова Теркс и Кайкос, Остров Мэн, Нормандские острова (Соединённое Королевство Великобритании и Северной Ирландии)
40. Американские Виргинские острова, Остров Гуам, Содружество Пуэрто-Рико (Соединённые Штаты Америки)
41. Королевство Тонга
42. Республика Филиппины
43. Демократическая Республика Шри-Ланка

## Списки офшоров международных организаций
Среди международных организаций, ведущих «черные списки» офшорных зон, применяющих «недобросовестную налоговую конкуренцию», наибольший авторитет имеют ОЭСР и ФАТФ.

### «Списки» ОЭСР
«Чёрный список» ОЭСР в 2008 году включал лишь следующие юрисдикции: Андорра, Лихтенштейн, Монако, Маршалловы острова.
2 апреля 2009 года для встречи Большой двадцатки (G20) ОЭСР подготовила Текущий доклад о юрисдикциях, наблюдаемых глобальным форумом ОЭСР по введению налоговых стандартов, принятых на международном уровне.
Согласованы на международном уровне налоговые стандарты, разработанные ОЭСР в сотрудничестве со странами, не являющимися членами этой организации, которые были утверждены на Встрече министров финансов «Большой двадцатки» (G20) в Берлине в 2004 году. Данные стандарты предусматривают обмен информацией по запросу по любым налоговым вопросам для администрирования и принуждения к соблюдению национального налогового законодательства вне зависимости от положений национального налогового законодательства о защите частной информации или банковской тайны для налоговых целей. Они также предусматривают расширенные механизмы для защиты конфиденциальности информации, которая вовлечена в процесс обмена.
В этом Докладе ОЭСР разделила все государства на три категории:
1. Юрисдикции, которые в достаточной степени внедрили налоговые стандарты, принятые на международном уровне («белый список»): Австралия, Аргентина, Барбадос, Великобритания, Венгрия, Виргинские острова США, Германия, Гернси, Греция, Дания, Джерси, Ирландия, Исландия, Испания, Италия, Канада, Кипр, Китай (не включая Гонконг и Макао), Республика Корея, Маврикий, Мальта, Мексика, Нидерланды, Новая Зеландия, Норвегия, Объединённые Арабские Эмираты, Остров Мэн, Польша, Португалия, Республика Казахстан, Российская Федерация, Сейшельские Острова, Словакия, Соединённые Штаты Америки, Турция, Финляндия, Французская Республика, Швеция, Япония.
2. Юрисдикции, которые приняли на себя обязательства по принятию налоговых стандартов, утверждённых на международном уровне, но пока ещё не в достаточной мере их внедрившие («серый список»):
Налоговые гавани: Ангилья, Андорра, Антигуа и Барбуда, Аруба, Багамские Острова, Бахрейн, Белиз, Бермудские Острова, Британские Виргинские Острова, Вануату, Гибралтар, Гренада, Доминика, Каймановы Острова, Острова Кука, Либерия, Лихтенштейн, Маршалловы острова, Монако, Монтсеррат, Науру, Нидерландские Антильские Острова , Ниуэ, Панама, Самоа, Сан-Марино, Сент-Винсент и Гренадины, Сент-Китс и Невис, Сент-Люсия, Теркс и Кайкос.
Иные финансовые центры: Австрия, Бельгия, Бруней, Гватемала, Люксембург, Сингапур, Чили, Швейцария.
3. Юрисдикции, которые не приняли на себя обязательства по принятию налоговых стандартов, утверждённых на международном уровне («чёрный список»): Коста-Рика, Малайзия (Лабуан), Уругвай, Филиппины.
На конец 2012 года «чёрный список» ОЭСР пуст.
В «сером списке» находятся две офшорные юрисдикции: Науру и Ниуэ.
«Белый список» выглядит следующим образом: Австралия, Американские Виргинские острова, Ангилья, Андорра, Антигуа и Барбуда, Аргентина, Аруба, Багамские Острова, Барбадос, Бахрейн, Белиз, Бельгия, Бермудские Острова, Бразилия, Британские Виргинские Острова, Бруней, Вануату, Великобритания, Венгрия, Гватемала, Германия, Гернси, Гибралтар, Гонконг, Гренада, Греция, Дания, Джерси, Доминика (Содружество Доминика), Израиль, Индонезия, Исландия, Испания, Италия, Каймановы Острова, Канада, Катар, Кипр, Китай (не включая Гонконг и Макао), Корея, Коста-Рика, Кюрасао, Либерия, Лихтенштейн, Люксембург, Маврикий, Макао, Малайзия, Мальта, Маршалловы острова, Мексика, Монако, Монтсеррат, Нидерланды, Новая Зеландия, Норвегия, ОАЭ, Остров Мэн, Остров Сен-Мартен, Острова Кука, Панама, Польша, Португалия,Республика Казахстан, Российская Федерация, Самоа, Сан-Марино, Сейшельские Острова, Сент-Винсент и Гренадины, Сент-Китс и Невис, Сент-Люсия, Сингапур, Словакия, Словения, США, Теркс и Кайкос, Турция, Уругвай, Филиппины, Финляндия, Франция, Чехия, Чили, Швейцария, Швеция, Эстония, ЮАР, Япония.

### Списки ФАТФ
В начале 2010 года ФАТФ опубликовала «чёрный список» стран, разделённых на три категории:
1. Страны, где из-за недостатков национального режима для международной финансовой системы возникает угроза отмывания денег и финансирования терроризма. Организация призывает принять контрмеры в отношении таких стран. В эту категорию попала одна страна — Иран.
2. Страны, в чьих национальных системах противодействия отмыванию денег имеются значительные со стратегической точки зрения недостатки и которые не разработали план по их устранению к февралю 2010 года. К таким странам отнесены Ангола, КНДР, Эквадор и Эфиопия.
3. Страны, которые были отмечены FATF, как имеющие существенные стратегические недостатки системы по борьбе с отмыванием денег. Но эти недостатки не были исправлены властями этих государств: Пакистан, Туркменистан, Сан-Томе и Принсипи.

В соответствии с последним публичным документом ФАТФ (21 июня 2013 года) осталось два списка.
В первый (т. н. «чёрный список») вошли государства с наибольшим уровнем риска, в отношении которых ФАТФ призывает государства-члены и другие юрисдикции применять контрмеры в целях защиты международной финансовой системы от сохраняющихся значительных рисков отмывания денег и финансирования терроризма, исходящих от данных юрисдикций. К таким странам отнесены Иран и Корейская Народно-Демократическая Республика (КНДР).
Во второй («темно-серый список») — страны со стратегическими недостатками национальных режимов, которые не достигли достаточного прогресса в устранении недостатков или не выполняют разработанный совместно с ФАТФ план действий по устранению недостатков. Сюда вошли: Вьетнам, Индонезия, Йемен, Кения, Мьянма, Пакистан, Сан Томе и Принсипи, Сирия, Танзания, Турция, Эквадор, Эфиопия.
Основным инструментом ФАТФ в реализации своей функции являются 40 рекомендаций в сфере преступного отмывания доходов и финансирования терроризма, которые подвергаются ревизии в среднем один раз в пять лет, а также 9 специальных рекомендаций в сфере противодействия финансированию терроризма, которые были разработаны после событий 11 сентября 2001 года.
Данные «40+9 Рекомендаций» представляют собой свод организационно-правовых мер по созданию в каждой стране эффективного режима противодействия легализации преступных доходов и финансированию терроризма. В соответствии с Резолюцией СБ ООН № 1617 (2005), 40+9 Рекомендаций ФАТФ являются обязательными международными стандартами для выполнения государствами — членами ООН.

## Документальные фильмы
- 2016 — Офшор. Элмер и швейцарская банковская тайна / Offshore — Elmer et le secret bancaire suisse / Offshore: Elmer und das Bankgeheimnis (реж. Вернер Швайцер / Werner Schweizer)